# Estípula
Se denomina estípula a una estructura, usualmente laminar, que se forma a cada lado de la base foliar de una planta vascular. Suele encontrarse una a cada lado de la base de la hoja, a veces más. Usualmente son asimétricas y, en cierto modo, son imágenes especulares una de otra. Las estípulas pueden ser:
- libres o laterales: no se adhieren al pecíolo, quedan unidas solo al tallo;
- adnatas, peciolares o vaginales: se sueldan al pecíolo en un trecho más o menos largo;
- interpeciolares o caulinares: dos estípulas de hojas opuestas se sueldan en su punto de contacto;
- intrapeciolares o axilares: dos estípulas de la misma hoja se sueldan por encima del pecíolo;
- opositifolias u opuestas: dos estípulas de la misma hoja se sueldan dando la vuelta por el lado opuesto al pecíolo;
- ambiguas: se sueldan al tallo y al pecíolo (término poco usado);
- envainadoras: es lo mismo que ócrea (véase).

Las estípulas pueden aparecer como órganos foliáceos, espinas, glándulas, pelos, escamas. Su presencia está relacionada con la anatomía del nudo que soporta la hoja.
Los adjetivos que se utilizan para referirse a las estípulas son:
- estipuláceo: órgano que se parece o recuerda a las estípulas;
- estipulado: que presenta estípulas;
- estipular: propio de o relativo a las estípulas, p. ej., espina estipular;
- estipulífero: que tiene estípulas.

Las estructuras que remedan estípulas en las bases de los folíolos reciben el nombre de estipelas (p. ej. en el género Thalictrum o en algunas Fabaceae. En obras clásicas han recibido el nombre de estipulilla o estipulita, actualmente en desuso.
Terminología sensu Simpson (2005)
Las estípulas tienen varias funciones pero más usualmente pueden funcionar para proteger al joven primordio foliar en desarrollo. Pueden tener forma de hoja, de escama, de zarcillo, de espina, pueden ser glandulares, pueden estar muy reducidas, o pueden faltar completamente. Si tienen forma de hoja, pueden ser simples como en Gossypium hirsutum, el algodón, o compuestas (pinadas en Delonix regia, chivato y Peltophorum dubium, ivira-pita), pequeñas o con dimensiones comparables a las del limbo como sucede en la arveja, Pisum sativum. A veces están unidas entre sí abrazando el tallo (opositifolias), o unidas sin abrazar el tallo (axilares o intrapeciolares, entre la hoja y el tallo); o abrazando el tallo en forma de ócrea (un tubo) como en algunas Polygonaceae; y hasta pueden unirse las ócreas de hojas diferentes del mismo nudo (interpeciolares) como en muchas Rubiaceae. Muchas veces son pequeñas y caducas (se caen pronto después de la maduración de la hoja). Pueden estar hinchadas y funcionar como "domatia" (casita de insectos pequeños) como en algunas acacias africanas. En las Rubiaceae la superficie interna de las estípulas conadas llevan coléteres, estructuras que secretan mucílago (que ayuda a proteger a los vástagos jóvenes en desarrollo).

Estípulas
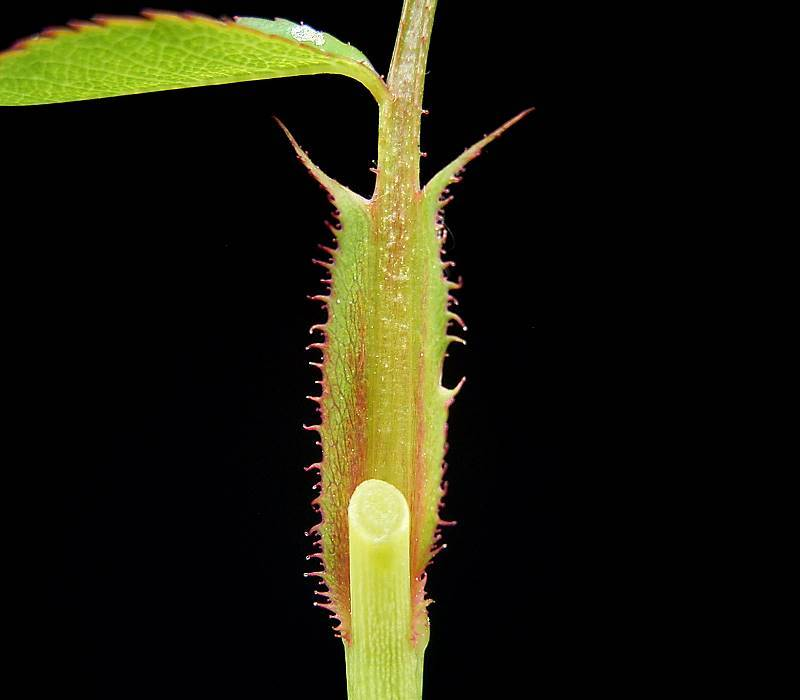
Estípulas adnatas al pecíolo (fusionadas a él) en la hoja de Rosa (el tallo ha sido cortado).
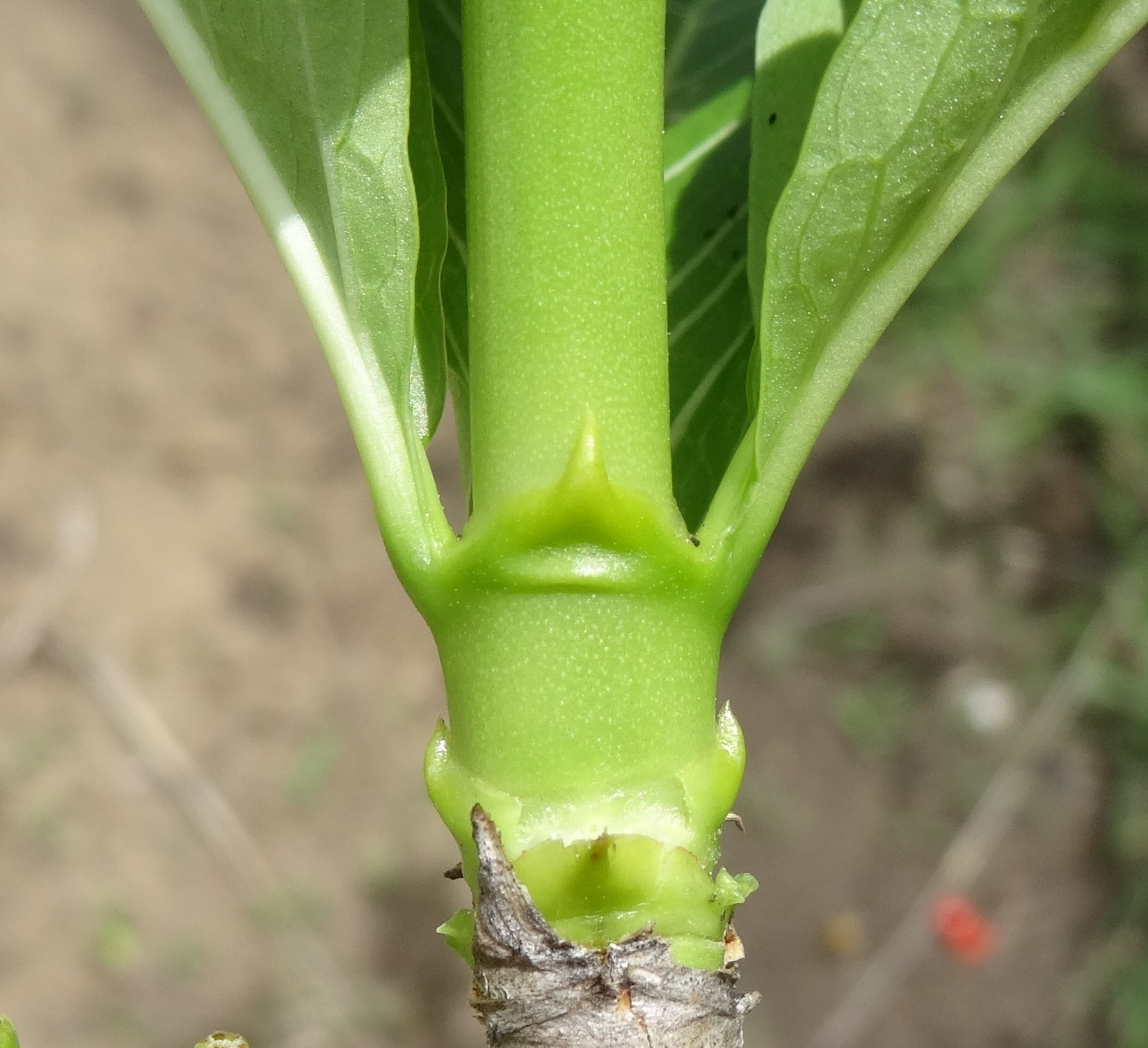
Estípulas interpeciolares, de diferentes hojas soldadas entre sí en el mismo nudo, en la familia Rubiaceae.
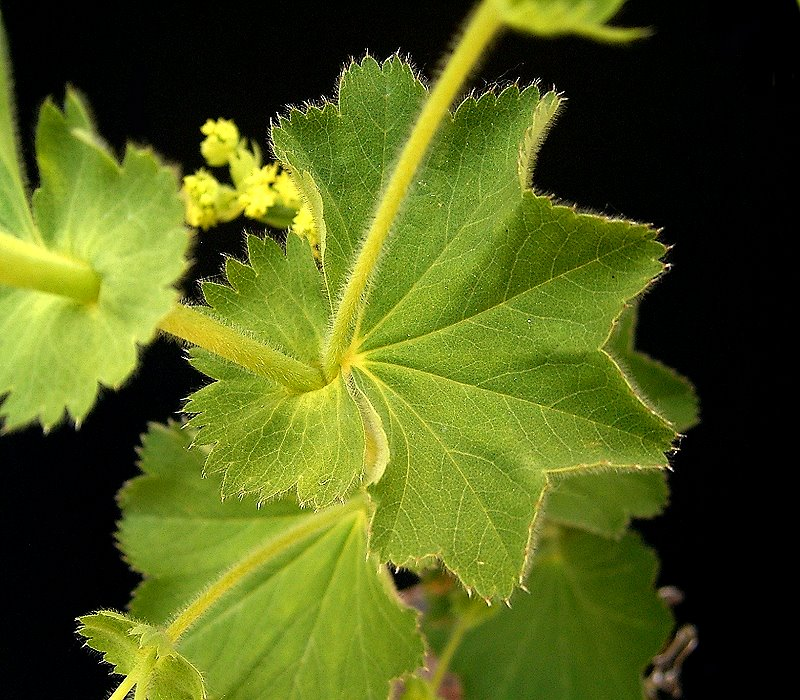
Estípulas opositifolias (unidas entre sí abrazando al tallo) y foliosas, en Alchemilla mollis.
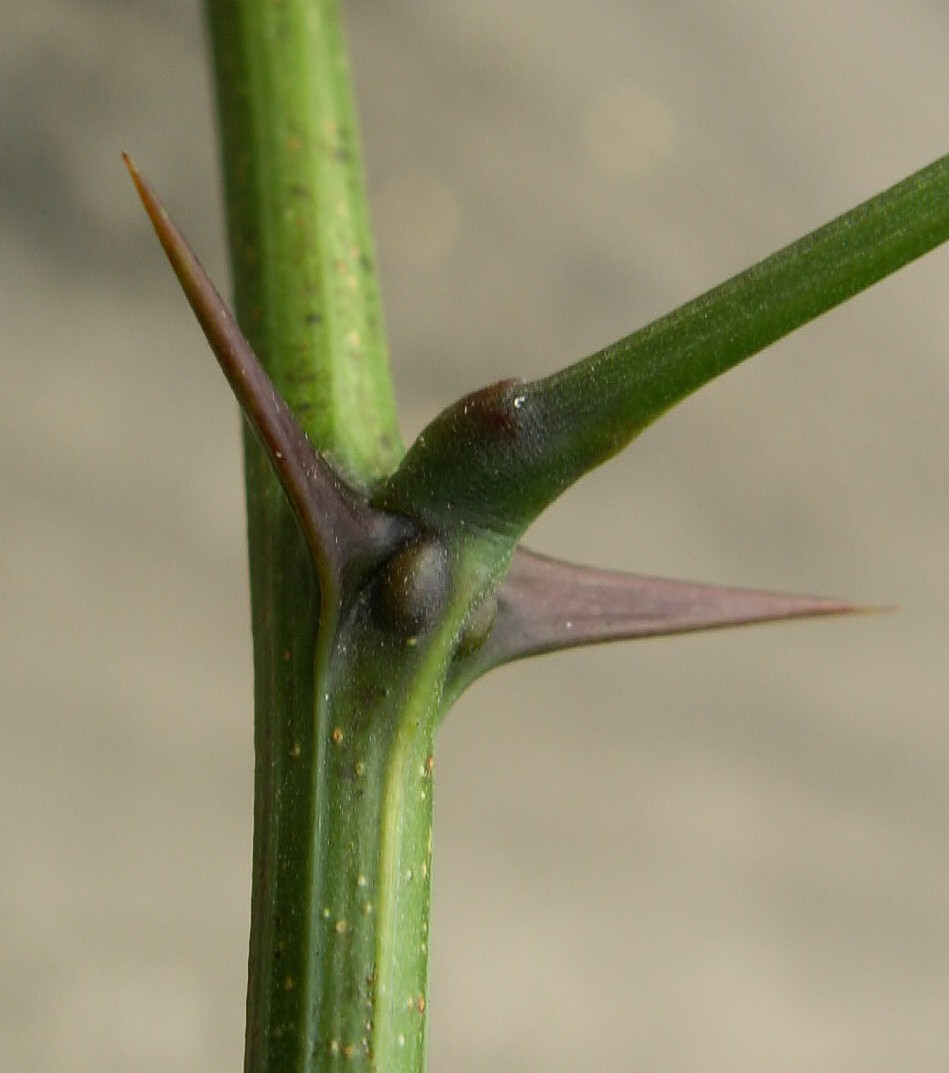
Espinas de origen estipular en Robinia.

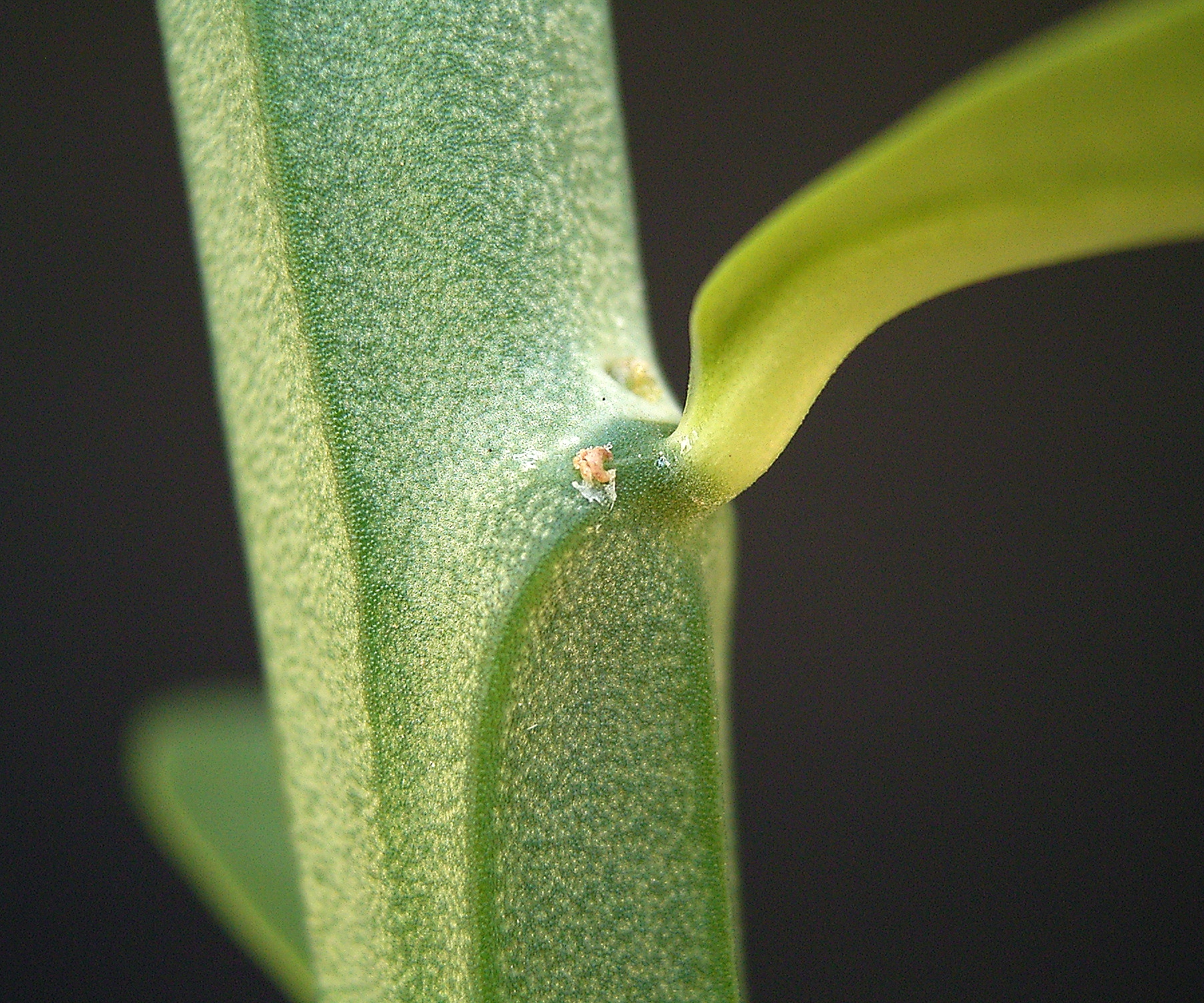
Estípula glandular en Euphorbia pteroneura.
En verde claro la ócrea, en verde oscuro la hoja (de base envainadora), en marrón el tallo.
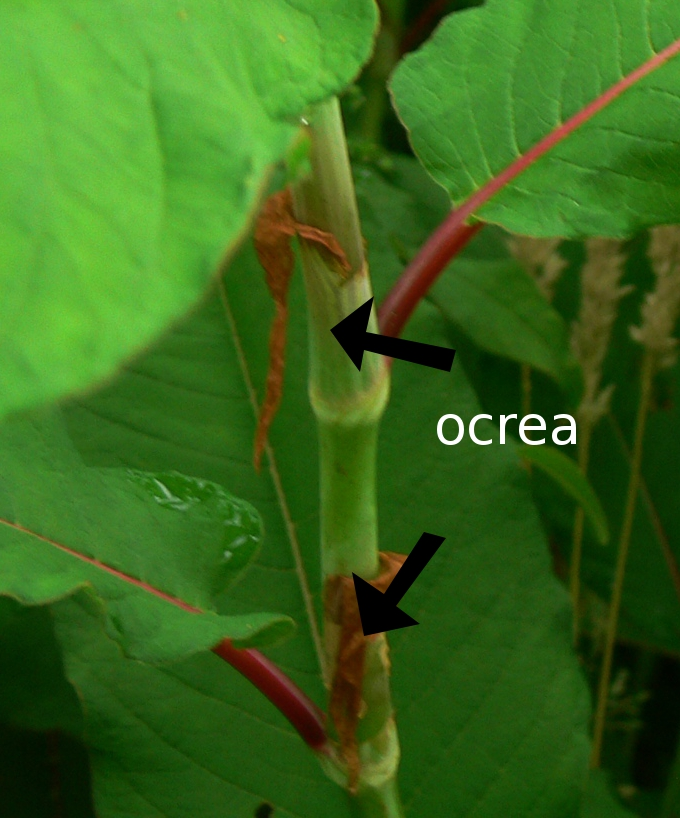
Ócrea en Polygonum polystachyum.